# Blue Hills Parkway
Der Blue Hills Parkway ist ein historischer Parkway im Bundesstaat Massachusetts der Vereinigten Staaten, der in gerader Linie von einer Brücke über den Neponset River im Süden von Boston bis zu nördlichen Grenze der Blue Hills Reservation in Milton führt. Er wurde im 19. Jahrhundert vom Landschaftsarchitekten Charles Eliot entworfen und ist heute Teil des Metropolitan Park System of Greater Boston. Der Parkway ist eine Verbindungsstraße zwischen den Schutzgebieten Blue Hills Reservation und Neponset River Reservation. Im Jahr 2003 wurde die Straße als Historic District in das National Register of Historic Places aufgenommen.